# غونسالو إستيفيز
غونسالو إستيفيز هو لاعب كرة قدم برتغالي في مركز الدفاع، ولد في 27 فبراير 2004 في أركوس دي فالديفيز ‏ في البرتغال.

## وصلات خارجية
- غونسالو إستيفيز على موقع الاتحاد الأوربي (الإنجليزية)
- غونسالو إستيفيز على موقع قاعدة بيانات كرة القدم.إي يو (الإنجليزية)
- غونسالو إستيفيز على موقع Soccerway.com (الإنجليزية)
- غونسالو إستيفيز على موقع عالم كرة القدم.نت (الإنجليزية)